# 孔佩彎鮃
孔佩彎鮃為輻鰭魚綱鰈形目鰈亞目牙鮃科的其中一種，為亞熱帶海水魚，分布於中西大西洋區南美洲北部海域，棲息深度30-90公尺，體長可達25公分，棲息在沙泥底質大陸棚，生活習性不明，可作為食用魚。

## 扩展阅读
維基物種上的相關：孔佩彎鮃